# Heze Shenhui
Heze Shenhui (Chinees: 菏泽神會/神会, Japans:Kataku Jinne) (684-758) was een Chinese Boeddhistische monnik van de zuidelijk Chan school  in China tijdens de Tang dynastie. Hij beweerde een leerling te zijn van de zesde patriarch Huineng. Shenhui is bekend geworden door zijn kritiek op de Noordelijke Chan school van Yuquan Shenxiu.

## Biografie
Shenhui werd geboren in Xiangyang met de achternaam Gao. Op jonge leeftijd was hij bekend met de vijf Klassieken van Confusius en de filosofie van Laozi en Zhuanzi. Hij werd monnik bij Haoyuan in het klooster van Kuochangsi in de stad Xiangyang. In 704 ontving hij de voorschriften. Nadat hij student was geweest bij meester Shenxiu en later meester Caoxi werd hij leerling van Huineng, oprichter van de zuidelijke Chan school. In een aantal verhalen wordt het contact tussen Huineng en Shenhui beschreven. In een van deze contacten vroeg Huineng aan zijn studenten:
"Het heeft geen kop of staart. Het heeft geen naam en kan niet beschreven worden. Het heeft voor- noch achterkant. Weet iemand van jullie wat dit is?"
Shenhui zei: "Het is de bron van alle dingen, de Boeddha-natuur van Shenhui"
Huineng reageerde: "Ik zei dat het geen naam had en niet beschreven kon worden. Hoe kan dat dan de bron zijn van de Boeddha-natuur?"
Shenhui boog en keerde terug naar zijn plaats. Huineng zei echter: "Als deze jonge monnik in de toekomst een klooster zal leiden, zal deze zeker een aantal opvolgers van onze school voortbrengen"

Shenhui vertrok later naar Chang'an waar hij werd ingewijd.
Hij blijft bij Huineng tot zijn dood in 713. In 720 vestigde hij zich in het klooster van Longxingsi in Nanyang. In zijn geschriften en lessen viel hij regelmatig de Noordelijke school aan. Desondanks vestigde hij zich in Luoyang (klooster van Hezesi, 745) waar hij publiekelijk deze school bekritiseerde. Vanwege het veroorzaken van onrust werd hij verbannen uit deze stad in 753. Nadat hij zich vestigde in het klooster van Kaiuyan in Jingzhou werd hij erg succesvol in het werven van fondsen voor de regering als reactie op de An Lushan opstand in 755 (een poging de Tang dynastie te vervangen door de Yan dynastie). Monniken werd gevraagd tegen betaling lezingen te geven en geschriften te verkopen.
Volgens de legende stierf Shenhui tijdens het mediteren in 760. Postuum kreeg hij de titel Groot Meester Zhenzong (真宗大師), Zhenzong Dashi). Zijn stoepa is in de grotten van Longmen. 

## Kritiek op Shenxiu en de Noordelijke school
Tijdens de "Grote Dharma bijeenkomst' (Wuzhe Dahui) op 15 januari 732 in Henan kwam Shenhui op voor Huineng als rechtmatige opvolger van de vijfde patriarch Daman Hongren. Tevens claimde hij zelf de titel van zevende patriarch. Argument was dat Huining de mantel en bedelnap van Bodhidharma, de eerste patriarch, aan hem overgedragen had. De overdracht van bedelnap en mantel als ligitimatie van de overdracht van patriarch naar diens opvolger was nieuw voor die tijd. Het was niet ongebruikelijk dat een patriarch meerdere opvolgers had. Shenhui stelde echter dat een patriarch meer één opvolger kon hebben.
Daarnaast uitte Shenhui grote kritiek op de Noordelijke School (Bei Zong) van Puji (651 - 739) en Xiangmo Zang, opvolgers van van Shenxiu. In plaats van meditatie en het streven naar een staat van "geen-geest", zou deze school te veel nadruk leggen op het bestuderen van soetra's en ceremonies. Ook zou Shenxiu en diens opvolger Puji te veel onder invloed hebben gestaan van de regering, waar zij goede banden mee hadden en onder bescherming van stonden. Shenhui's belangrijkste kritiek had echter betrekking op de wijze waarop de staat van verlichting bereikt kon worden. De noordelijke school stond het pad van geleidelijke verlichting voor, terwijl de zuidelijke school verlichting zag als een plotselingen ervaring.

## Invloed
De zenlijn van Shenhui, de Heze-school (菏泽宗), stierf uit tijdens de vervolging van het Boeddhisme door Tang Wuzong. Guifeng Zongmi (780 - 841) was de laatste patriarch van deze school. Het onderscheid tussen geleidelijke en plotselinge verlichting werd een belangrijk kenmerk van de Chinese Zen. Mazu Daoyi van de Hongzhou-school nam de doctrine van de plotselinge verlichting over.

## Werken
Zijn belangrijkste werk is de Verhandeling over het onthullen van het wezenlijke principe (Xiǎnzōng jì 显宗记), ook bekend als Verhandeling over het onthullen van het wezenlijke principe van Heze Shénhuì (Heze Dashi Xiǎnzōng jì). Volgens zijn biografie zoals beschreven in de Ch’uan-teng-lu (Transmissie van de lamp) is dit werk geschreven op het moment dat Shenhui verbleef in Luoyang. Anderen dateren dit werk uit 753. Een verkorte versie is bekend onder de titel Versen over plotselinge verlichting, het ongeborene en Prajna (Dunwu wusheng bore song).